# Dendrophthora ovata
Dendrophthora ovata är en sandelträdsväxtart som beskrevs av J. Kuijt. Dendrophthora ovata ingår i släktet Dendrophthora och familjen sandelträdsväxter. Inga underarter finns listade i Catalogue of Life.